# José María del Nido
José María del Nido Benavente (Sevilla, 6 de agosto de 1957) es un abogado y empresario español, célebre por ser el presidente del Sevilla F. C. entre 2002 y 2013. Es accionista y consejero delegado de Utrera Sevillistas de Nervión, S. A., sociedad a través de la cual posee en torno al 35 % del capital social del club de fútbol sevillista. También es vocal de la Junta Directiva de la Real Federación Española de Fútbol (RFEF). 
Durante su presidencia al frente del Sevilla, el club obtuvo notables éxitos deportivos con la obtención de varios títulos tanto en España como en las competiciones europeas. Cercano al mundo de la política por sus trabajos junto a los alcaldes de Marbella Jesús Gil y Julián Muñoz, dirigentes del partido político GIL, se vio salpicado por las tramas de corrupción que asolaron el consistorio marbellí en la década de 2000 y fue condenado por corrupción a siete años de prisión. Tras agotar todas las vías de apelación, estuvo en prisión entre 2014 y 2017.

## Biografía
Pertenece a una familia de tradición sevillista. Su padre fue el empresario y dirigente político José María del Nido Borrego, vicepresidente del Sevilla FC en 1971 bajo la presidencia de José Ramón Cisneros y jefe regional del partido político de extrema derecha Fuerza Nueva. En 1979, cuando aún ostentaba el cargo de jefe regional, su padre fue condenado a cuatro días de arresto y al pago de una indemnización por agredir a varios sindicalistas del SAT junto a otros militantes de FN. Con tan solo 27 años, ya había adquirido notoriedad como abogado defensor de golpistas de ultraderecha, como los militares Manuel Fernández Hidalgo (procesado en 1984) o Carlos de Meer de Ribera (en 1986-87).
José María del Nido accedió por primera vez a la junta directiva del club en octubre de 1986, como vicesecretario de la junta, siendo el presidente de la entidad Luis Cuervas Vilches.
En agosto de 1995, mientras era vicepresidente de la entidad, tuvo que afrontar una crisis institucional en el club motivada por su exclusión de la Liga de Fútbol Profesional (LFP) y su consecuente descenso a Segunda División B, por la falta de presentación de unos avales en el tiempo marcado, según exigencia fijada por la Ley del Deporte. En ese periodo, por dimisión del anterior presidente Luis Cuervas, y hasta octubre, ejerció como presidente interino del club. Los problemas quedaron finalmente resueltos con resultados favorables para el club, pudiendo mantener la categoría merced a la aprobación de los clubes de primera y segunda división y a la ampliación a 22 equipos en primera división.

### Presidente del Sevilla Fútbol Club
Del Nido comenzó su andadura como presidente del Sevilla FC el 27 de mayo de 2002, prometiendo limpiar la deuda, que ascendía a 40 millones de euros y que atenazaba al club, financiando esta reducción con las ventas de algunos de sus jugadores. De esta forma, el club vendió a jugadores emblemáticos como José Antonio Reyes en 2004 por 30 millones de euros y Julio Baptista y Sergio Ramos por 25 y 27 millones respectivamente, en 2005. Afianzó y modernizó las estructuras del club y creó cargos ejecutivos profesionales en las figuras de un director general, José María Cruz, y dos subdirectores generales, Manuel Vizcaíno y Ramón Rodríguez Verdejo (Monchi).
Durante su presidencia llevó al equipo a conseguir numerosos éxitos deportivos en los primeros años, ganando seis títulos: dos Copas de la UEFA, dos Copas del Rey, una Supercopa de Europa y otra de España, y clasificándose para competición europea en nueve de las diez temporadas de su mandato. En el mes de septiembre de 2010, la revista Don Balón lo situó en el número 21 de la lista de personas más influyentes en el fútbol español. A finales de 2010, encabezó la denominada «guerra de las Televisiones», donde proponía a la Liga de Fútbol Profesional un reparto más equitativo de los derechos de televisión.
El 9 de diciembre de 2013, presentó su dimisión como presidente del consejo de administración del club al ser condenado por el Tribunal Supremo a una pena de prisión de siete años por su participación en el denominado Caso Minutas, relacionado con la corrupción en el Ayuntamiento de Marbella. Fue sustituido en su cargo por José Castro, hasta entonces vicepresidente del consejo. El 5 de marzo de 2014, ingresó en la prisión de Mairena de Alcor (Sevilla).

### Condenas penales
José María del Nido fue abogado de los alcaldes de Marbella, Jesús Gil y Julián Muñoz; en 2004 fue imputado junto a Muñoz, entre otros, por presuntos delitos de tráfico de influencias, información privilegiada, falsedad en documentos y prevaricación por la adjudicación a la empresa Fergocom de diversas obras por parte del Ayuntamiento de Marbella, cuando era alcalde Muñoz.

#### Caso Minutas
En 2006 fue imputado en una nueva causa junto a Juan Antonio Roca y Julián Muñoz, en el denominado Caso Minutas, motivado por los encargos del consistorio marbellí, de servicios de asistencia jurídica, por los que Del Nido facturó al consistorio hasta 6,7 millones de euros entre los años 1999 y 2003. El 19 de diciembre de 2011 fue condenado por este caso a 7 años y medio de cárcel y 15 años de inhabilitación por la sección Tercera de la Audiencia de Málaga. José María del Nido, anunció que presentaría recurso de casación ante el Tribunal Supremo, y que continuaría al frente del club mientras la sentencia no fuera firme.
En diciembre de 2013, el Tribunal Supremo lo condenó junto a Julián Muñoz, a una pena de siete años de prisión, con cinco años y medio de inhabilitación para empleo o cargo público, como cooperador necesario por un delito cualificado de malversación de caudales públicos y un delito continuado de prevaricación, al contribuir al expolio de las arcas del Ayuntamiento de Marbella, por los honorarios irregulares que cobró de este ayuntamiento entre 1999 y 2003. Esta sentencia supuso una rebaja de seis meses sobre la impuesta por la Audiencia Provincial de Málaga. José María del Nido había comenzado a trabajar con el Ayuntamiento de Marbella en 1999, permaneciendo junto a Julián Muñoz hasta agosto de 2003 en que éste abandonó el ayuntamiento. Las facturas objeto del proceso judicial fueron motivadas por un informe de fiscalización del Tribunal de Cuentas y por otros servicios jurídicos como la segregación del núcleo de San Pedro Alcántara y una inspección tributaria.
La Audiencia Provincial de Málaga sentenció que la mayoría de las minutas que giró Del Nido, correspondían a encargos innecesarios, con precios indeterminados y designaciones arbitrarias. El Tribunal Supremo confirmó estos hechos, sentenciando que no hubo expediente para su contratación y que buena parte del trabajo facturado podía haber sido realizado por funcionarios cualificados. Se convirtió en el principal adlátere de Muñoz y «su posición dentro del Ayuntamiento fue de tanto poder que incluso llegó a visar facturas pagadas con el dinero municipal o intermediar sobre el reparto de materias entre los concejales».

#### Estancia en prisión
El 5 de marzo de 2014, del Nido fue encarcelado. El 21 de noviembre del mismo año, el Consejo de Ministros del Gobierno le denegó el indulto que había solicitado. Fue puesto en libertad el 21 de abril de 2017 tras permanecer más de tres años en prisión. A pesar de obtener su libertad, su condena prosiguió su curso, aunque continuó en régimen de tercer grado y debía dormir todas noches en el Centro de Inserción de Sevilla.

## Títulos conseguidos durante su presidencia
- Copa de la UEFA  (05/06)[21]
- Supercopa de Europa (05/06)
- Copa de la UEFA (06/07)[22]
- Copa de S.M. El Rey (06/07)
- Supercopa de España (07/08)
- Trofeo al Mejor Club del Mundo de 2006 (según la IFFHS).
- Trofeo al mejor Club del Mundo de 2007
- Copa de S.M. El Rey (09/10)